# بيفيرلي إيست
بيفيرلي إيست (بالإنجليزية: Beverley East)‏ (31 مايو 1953، كينغستون في جامايكا)؛ روائية أمريكية، وخبيرة بارزة في مجال تحليل خط اليد، وفاحصة وثائق الطب الشرعي المؤهل من المحكمة. تعمل في مدينتها الأصلية واشنطن العاصمة وفي جامايكا.